# 克拉斯涅 (別列佐夫卡區)
47°16′19″N 30°34′1″E / 47.27194°N 30.56694°E
克拉斯內（烏克蘭語：Красне）是位於烏克蘭西南部的村莊，由敖德萨州贝雷济夫卡区的羅茲克維特市鎮負責管轄。該村始建於1910年，面積0.47平方公里，海拔高度49米，2001年人口38，人口密度每平方公里81.02人。